# ماسانوري توكيتا
ماسانوري توكيتا (鴇田 正憲) (ولد 24 يونيو 1925 - 5 مارس 2004) هو لاعب كرة قدم ياباني وشارك في دورة الألعاب الأولمبية الصيفية عام 1956 في ملبورن.

## روابط خارجية
Japan Football Association official site
1. ↑  "Yasuo Takamori Biography and Statistics". Sports Reference. مؤرشف من الأصل في 2018-05-27. اطلع عليه بتاريخ 2009-10-27.

- ماسانوري توكيتا على موقع الاتحاد الدولي (مؤرشف)  (الإنجليزية)
- ماسانوري توكيتا على موقع ناشيونال فوتبول تيمز (الإنجليزية)
- ماسانوري توكيتا على موقع عالم كرة القدم.نت (الإنجليزية)
- ماسانوري توكيتا على موقع أوليمبيديا (الإنجليزية)